# ドルニエ Do K
ドルニエ Do K
ドルニエ Do K3
- 用途：旅客機
- 設計者：クラウディウス・ドルニエ
- 製造者：ドルニエ
- 初飛行：1929年5月7日（Do K1）
- 生産数：3機

ドルニエ Do K（Dornier Do K）は、クラウディウス・ドルニエにより設計されドルニエ社で製造されたドイツの民間旅客機/貨物機である。各々異なる設計の試作機が僅か3機製造されただけで、商業的には成功しなかった。

## 設計と開発

### Do K1
最初のドルニエ Do Kは1929年5月7日に初飛行を行ったK1であった。K1は、ライセンス生産された出力510 hp (380 kW)のブリストル ジュピター VIを機首に装着し、後ろが橇の尾輪式降着装置と支柱で支えられた高翼単葉形式の機体であった。四角断面の胴体には2名の搭乗員用の閉鎖式コックピットとその背後に貨物又は8名の乗客を収容するキャビンがあった。試験飛行の結果、性能はお粗末なものであることが分かり機体の再設計がなされた。

### Do K2
K1と同様の主翼と胴体を持ちながらも降着装置を改良され出力240 hp (179 kW)のノーム・エ・ローヌ タイタンを4基装備するように変更されたK2が1929年12月に飛行した。4基のエンジンは牽引式と推進式に2基を一組にして胴体横に支柱で支えられていた。この機体は出力性能は改善されていたが、K1からはほとんど進歩していなかった。

### Do K3
K3は設計を根本から見直し、支柱で支えられていた主翼は片持ち式のより主翼長の長いものとされた。胴体は円形断面へと変更され、更に2名分の乗客を搭乗させるために延長された。尾橇は車輪と交換され、主車輪はフェアリングで覆われた。4基のエンジンはK2と同様にタンデム配置であったが、搭載位置がより低く変更されてエンジン自体も出力305 hp (227 kW)のWalter Castorに換装された。性能は大幅に改善されたが、ほとんど市場の興味を喚起することができずにそれ以上の機体が製造されることは無かった。

## 要目

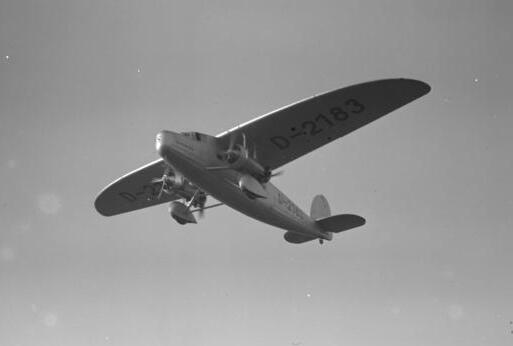
飛行中のDo K3

(Do K3)  The Illustrated Encyclopedia of Aircraft
- 乗員： 2名
- 搭載量：10名
- 全長：16.65 m (54 ft 7½ in)
- 全幅：25 m (82 ft 0¼ in)
- 全高：4.55 m (14 ft 11¼ in)
- 翼面積：89 m2 (958.02 ft2)
- 空虚重量：4,265 kg (9,403 lb)
- 全備重量：6,200 kg (13,669 lb)
- エンジン：4 × Walter Castor 星型エンジン、227 kW (305 hp)
- 最大速度：230 km/h (143 mph)
- 巡航高度：6,000 m (19,685 ft)
- 航続距離：800 km (497 miles)